# كاستيليتو دي براندوزو (بافيا)
كاستيليتو دي براندوزو (بالإيطالية: Castelletto di Branduzzo)‏ هي بلدة تقع في مقاطعة بافيا بإقليم لومبارديا في شمال إيطاليا. تبلغ مساحة هذه المدينة 11.5 (كم²)، وترتفع عن سطح البحر م، بلغ عدد سكانها 1041 نسمة في عام 2004 حسب إحصاء المعهد الوطني للإحصاء.

## السكان
في سنة 1861 بلغ عدد السكان 1٬220 نسمة، وتطور العدد ليصل في سنة 2011 لـ 1٬037 نسمة.
يظهر هذا المخطط البياني تطور النمو السكاني لـ كاستيليتو دي براندوزو (بافيا)